# 파바다
파바다(아스투리아스어: fabada) 또는 파바다 아스투리아나(아스투리아스어: fabada asturiana)는 스페인 아스투리아스 지방의 스튜이다. 불린 울타리콩과 라콘(목살), 삼겹살, 모르시야(선지 소시지), 초리소(소시지), 사프란 등을 넣어 만든다. 롱가니사(소시지)를 넣는 경우도 있다.

## 같이 보기
- 부대찌개
- 순댓국
- 파솔라다
- 페이조아다
- 로비오